# 친수라 전투
친수라 전투(Battle of Chinsurah) 또는 비데라 전투( Battle of Biderra)는 7년 전쟁 시기인 1759년 11월 25일에 인도의 친수라 근처에서 벌어진 전투이다. 영국 동인도 회사의 주력 부대였던 영국 군대과 영국군을 축출하기 위해 벵골의 태수(나와브) 미르 자파르의 초대한 네덜란드 동인도 회사의 군대가 충돌하였다. 프랑스는 벵골에 선도적인 상업 회사를 설립할 목적으로 도움을 준 것이었다. 정식으로 전쟁을 하지 않았던 영국과 네덜란드 공화국에도 관계에도 불구하고, 네덜란드인들은 후글리강으로 진군했다. 그들은 캘커타 외곽의 친수라에서 영국군과 지방군이 혼합된 군대를 만났다. 프란시스 포드 대령이 이끄는 영국군은 네덜란드 군대를 물리치고 철군시켰다. 영국군은 네덜란드 군이 11월 24일 또 다른 해전에서 부대를 수송하기 위해 사용한 함선과 교전을 벌여 물리쳤다.

## 배경
1757년 찬다나가르에 있는 프랑스 전초 기지가 영국에 함락되고 파괴된 후, 벵골의 태수(나와브)인 미르 자파르는 네덜란드 동인도 회사 대표와 비밀리에 협상을 통해 영국군을 축출하기 위해 네덜란드 군을 데려오도록 했다. 영국과 네덜란드 공화국은 7년 전쟁으로 긴장이 높아지고 있었지만, 평화로운 관계에 있었다.

## 결과 및 영향
영국군의 승리는 너무도 완벽해서, 네덜란드 군대가 보낸 16명의 유럽인 만이 성공적으로 친수라에 도착했다.
그들의 승리를 계기로 영국군은 미르 자파르를 전복하고 사위인 미르 카심 알리 칸으로 교체했다. 플라시 전투의 결과는 벵골에서 영국의 우세를 굳히는데 도움이 되었다. 전쟁은 네덜란드의 중립에 영향을 미치지 않았으며, 전쟁에 개입하지 않은 소수의 유럽 국가 중 하나로 남았다.

## 참고 문헌
- Harvey, Robert. Clive: The Life and Death of a British Emperor. Sceptre, 1999.
- Keay, John. The Honourable Company: A History of the English East India Company. Harper Collins, 1993
- McLynn, Frank. 1759: The Year Britain Became Master of the World. Pimlico, 2005.
- Malleson, George Bruce. The decisive battles of India: from 1746 to 1849 inclusive